# Borsodszirák
Borsodszirák là một thị trấn thuộc hạt Borsod-Abaúj-Zemplén, Hungary. Thị trấn này có diện tích 11,01 km², dân số năm 2010 là 1218 người, mật độ 111 người/km².